# Pro Roscio Amerino
Pro Sexto Roscio Amerino, "En defensa de Sext Rosci Amerí", va ser un discurs pronunciat per Marc Tul·li Ciceró en defensa de Rosci d'Amèria en l'any 80 aC.

## Dates incertes
La data de la pronunciació del discurs ha estat motiu de controvèrsia entre alguns comentaristes i fins i tot entre els mateixos escriptors llatins, atès que Aule Gel·li postula que Ciceró tenia vint-i-set anys quan va pronunciar la defensa de Sext Rosci, mentre que Corneli Nepot, en el primer dels llibres que va escriure sobre la vida de Ciceró, escurça tres anys la data que proposa Aule Gel·li. D'altra banda, Quintilià exposa que Ciceró havia pronunciat aquest discurs a l'edat dels vint-i-sis anys.
Amb tot, els filòlegs arriben al següent acord: Ciceró, nascut l'any 106 aC en el consolat de Quint Cepió i Gai Atili Serrà, va defensar la seva primera causa privada (Pro Quinctio) durant el consolat de Marc Tul·li i Gneu Dolabel·la. A l'any 80 aC, un any després, va pronunciar el discurs Pro Sexto Roscio, en el consolat de Luci Corneli Sul·la i Quint Cecili Metel Pius. És probable que Nepot hagi afirmat que el discurs va ser pronunciat anteriorment per assimilar la figura de Ciceró a la del gran orador grec Demòstenes, que va iniciar la seva carrera amb només vint anys.

## Context històric
Sul·la venç els samnites i entra a Roma l'any 82 aC. De seguida es va rodejar d'un poder il·limitat i es va declarar «dictador per redactar lleis i establir la república», assumint totes les funcions públiques importants i reunint tot el poder en la seva persona. La base de la solució als problemes que ocasionaven els seus adversaris era l'aniquilament d'aquests. Va recórrer, fins i tot, a les cèlebres proscripcions; anunciava el nom dels proscrits en les taules públiques. Ningú podia arremetre contra les decisions preses per Sul·la ni podia reclamar justícia a favor dels proscrits; qui ho fes, patiria el mateix càstig. Per contra, si algú en delatava un, era premiat amb la part dels béns de la víctima. Fins i tot, els coneguts del dictador denunciaven personalitats riques perquè fossin morts i així, apoderar-se de les seves riqueses. Sul·la va dictar una nova constitució amb la qual el poder polític de les classes populars quedava anul·lat, així com les atribucions dels tribuns de la plebs. En total, es calcula que hi va haver al voltant d'uns quatre mil proscrits, dels quals noranta eren senadors.

## Antecedents al conflicte
Sext Rosci, prestigiós ciutadà, va deixar les seves terres d'Amèria a càrrec del seu fill Sext, mentre ell era a Roma, ja que aquí hi tenia poderoses relacions socials. Tres mesos després de l'abolició de les proscripcions, Sext va ser assassinat cap a les set o vuit hores del vespre en sortir d'un sopar. Quan Crisògon, el llibert preferit de Sul·la que s'havia fet ric gràcies als béns dels proscrits, va adonar-se de la mort de Sext Rosci i de les grans possessions de les quals disposava, es va proposar arrabassar-li l'herència amb l'ajuda d'uns parents, i alhora enemics, de l'assassinat: Tit Rosci Magne i Tit Rosci Capitó. Van incloure Rosci a les llistes dels proscrits, malgrat que ja feia mesos que les havien tancat. La seva intenció era clara: maquinaven comprar a preu barat les possessions del mort que entraven a subhasta per ser un proscrit. Crisògon va comprar-les a un preu notablement inferior al que realment costaven (va comprar per dos mil sestercis el que equivalia a sis milions de sestercis). Van expulsar el legítim hereu, Sext, de casa seva a Amèria, la qual cosa va crear una gran indignació entre els decemvirs. Aquests van ser enviats al campament de Sul·la per tal d'aconseguir esborrar de la llista el nom de la víctima i que la venda dels seus béns fos anul·lada per tal que Sext Rosci conservés l'herència del pare. No obstant, aquest intent de fer justícia va fracassar. Capitó i Crisògon van decidir matar el fill per acabar de tancar el cas, però Sext en ser alertat va refugiar-se a casa de Cecília Metel·la, antiga amiga del seu pare i muller del propi dictador. Així mateix, com que no consideraven prou segura la possessió dels béns mentre l'hereu visqués, van decidir acusar-lo de parricidi. Tot semblava quallar, ja que per por a Sul·la ningú s'arriscaria a defensar Rosci. Tanmateix el jove Ciceró va tenir aquesta gosadia.

## El discurs
El discurs de Ciceró es caracteritza majoritàriament per una valentia notòria en les paraules dirigides a Crisògon i, en canvi, una acurada mesura quan ha de parlar a Sul·la, a qui es dirigeix amb elogis hipòcrites. S'intueix en el seu discurs una oratòria juvenil, que el mateix Ciceró ens remarca «tot (el llenguatge de Pro Roscio) és com el d'un jove, elogiat no tant per la seva realització i maduresa com per l'esperança i expectativa posades en ell». S'hi troba un estil senzill, ple de redundàncies i de vegades amb un estil declamatori.

## Esquema
Exordi (I-IV): S'exposen les raons per les quals accepta la defensa de Sext Rosci i sol·licita l'atenció dels jutges i sentiments de compassiva equitat a favor de l'acusat sense culpa.
Narració (VI-XII): Exposició detallada dels fets en la qual presenta Sext Rosci com innocent de l'acusació de parricidi i culpa de l'assassinat els parents, enemics del pare, que s'apoderaren dels seus béns amb l'ajuda de Crisògon.
Divisió (XIII, 35-36)
- Refutació de l'acusació del parricidi feta per Gai Eruci.
- Audàcia de T. Rosci Capitó i de T. Rosci Magne.
- Preponderància insolent de Crisògon i abús que va cometre publicant la venda i fent-se adjudicar els béns de l'assassinat.

Confirmació (XIII, 37-XLIX)
- Refutació de l'acusació del parricidi feta per Eruci: Sext Rosci no tingué voluntat de matar el seu pare amb el qual mostrà un caràcter dolç i unes relacions afectuoses. El seu pare mai tingué intenció de desheretar-lo. Posa de manifest l'ofici dels acusadors de la República i el suplici a què eren condemnats els que cometien l'acte de parricidi. Rosci no pogué cometre el crim ni el pogué fer cometre per altres, per la manca absoluta de relacions amb Roma i amb els sicaris.
- Audàcia de T. Rosci Capitó i de T. Rosci Magne: motius i facilitat de cometre el crim que tingué T. Rosci Magne. Rosci Capitó va ser el primer d'Amèria en rebre la notícia de l'assassinat comès hores abans i es nega que els esclaus (que abans eren de Sext Rosci) declarin en el judici. També se n'assabenta Crisògon pocs dies després en el campament de Volaterra.
- Preponderància insolent de Crisògon i abús que comet: Crisògon, contra tota llei, publica la venda dels béns i els compra a baix preu.

Peroració
- Sext Rosci només pretén quedar lliure de l'acusació de parricidi.
- L'orador apel·la la justa consciència dels jutges perquè no permetin que llevin la vida a qui Crisògon ja ha arrabassat els béns.

## Transmissió manuscrita
El discurs Pro Sexto Roscio es troba en un gran nombre de manuscrits, tots ells del segle xv. Els cinc primers paràgrafs es poden trobar també en el palimpsest del Vaticà (V), que és anterior. El primer i més important d'aquests manuscrits és el Parisinus 14749, que prové de l'abadia de Sant Víctor, fundada a París d'any 1113. És l'origen de tots els manuscrits copiats a França a principis del segle xv. El mèrit d'aquest discurs és que conté entre línies i en els marges lectures extretes del manuscrit Cluniacense del segle ix, que s'ha perdut.